# Aly Keita (chorégraphe)
Aly Keita, né le 25 mars 1991 à Conakry en Guinée est un chorégraphe, danseur, artiste de cirque, musicien et chanteur basé à Montréal. Artiste multidisciplinaire, ses réalisations artistiques et ses œuvres chorégraphiques créent des ponts entre la danse contemporaine, les danses africaines, les arts du cirque (acrobaties au sol, équilibre, jonglerie), le chant et les compositions musicales. Il est également actif dans le secteur de la médiation culturelle par l'intermédiaire de ses collaborations avec des festivals, des organismes artistiques et communautaires ou encore avec des partenariats entre plusieurs institutions spécialisées en accueil des nouveaux arrivants et en santé.

## Biographie

### Études, formations et réalisations
La carrière artistique d'Aly Keita démarre à Conakry en Guinée à 13 ans, âge auquel il pratique les danses afro-urbaines et le hip-hop. En 2007, il s'inscrit au Centre acrobatique Keita Fodeba afin d'apprendre les arts du cirque, une spécialisation qui lui ouvre la porte à la pluridisciplinarité dans sa pratique artistique puisqu'il se forme aussi au ballet traditionnel et à la musique,.  
En 2016, le jeune artiste quitte son Afrique natale dans le cadre d'un échange interculturel entre de jeunes circassiens Guinéens et leurs homologues Inuits du Nunavut. Ce projet créé par Guillaume Saladin, cofondateur de la troupe Artcirq et Yamoussa Bangoura, qui a lancé de son côté la troupe Kalabanté, permet à Aly Keita de se frotter à une autre culture tout en abordant des thèmes comme le suicide, le désespoir et la pauvreté, ce qui donnera par la suite la réalisation du documentaire Circus whitout border.     
En 2019, Aly Keita se perfectionne dans le milieu de la danse avec la Compagnie de danse Nyata Nyata (Montréal) créée en 1986 par la danseuse, écrivaine et chorégraphe canadienne Zab Maboungou.      
Depuis 2020, l'artiste se concentre sur son œuvre Djata: Conversations du Manden, une performance artistique en solitaire, mélange de danses afro-contemporaine et acrobatique, interprétées sur de la musique live et préenregistrée, plusieurs musiciens jouant des percussions et de la sanza. La création de cette pièce par Aly Keita est inspirée de l'empire Mandingue, ancien empire du Mali datant du XIIIe siècle et surtout de l'épopée de Soundiata, un poème épique qui raconte la fondation de l'empire Mandingue par Soundiata Keïta, fondateur et souverain. Plus spécifiquement, Aly Keita base son spectacle de 25 min sur une partie de la légende connue sous le nom de Le réveil du lion. À travers les mouvements et acrobaties, il s'agit de raconter la détermination du prince qui, enfant, fut déchu parce qu'il ne savait pas marcher. À force de détermination, le futur souverain arriva à mettre un pied devant l'autre et impressionna son peuple, lui permettant d'unifier les territoires de l’Afrique de l’Ouest et de fonder ainsi le grand empire Mandingue. L'oeuvre chorégraphique et musicale est soutenue par des organismes comme la Fondation de la Place-des-Arts, le Conseil des arts de Montréal, La Serre - Arts vivants ou encore Les Grands Ballets Canadiens de Montréal.          

## Œuvres et performances artistiques notables

### En tant que chorégraphe-interprète
- 2022: Afro-Canada (documentaire produit par Radio-Canada)[7]
- 2021-2022: Djata: Conversations du Manden[6] (Diffusion: Tangente, 2021; Festival Furies, 2022; Festival d'arts vivants Errance, 2022; Journées de la culture, 2022).
- 2021-2022: Whitewash[8]
- 2021: Dansaville[9]
- 2019: Mozongi [10]

### En tant qu'artiste de cirque
- 2018: Odysseo (Cavalia)[11]
- 2017: Won'ma Africa[12]
- 2016: Afrique en cirque
- 2015: Circus Baobab
- 2015: Circus without borders. The story of Artcirc and Kalabante[5]

### En tant qu'artiste multidisciplinaire
- 2021: Ces liens que nous tissons[13]